# سیاه گیله (گونه)
سیاه گیله یا توت‌آبی/توتابی یا بلوبری (به انگلیسی: Blueberry) یک گیاه با میوهٔ سَته از سرده سیاه‌گیله است. این سرده شامل سیاه‌گیله، هاکلبری و توت خرس نیز می‌شود. گونه‌ای که میوه‌هایش نیز در بازار تحت نام بلوبری به فروش می‌رسد بومی نواحی آمریکای شمالی است که در دههٔ ۱۹۳۰ به اروپا معرفی شده‌است. آنها معمولاً به صورت ایستاده هستند اما گاهی به صورت درختچه‌های خمیده با طول متغیر از ۱۰ سانتیمتر (۳٫۹ اینچ) تا ۴ متر (۱۶۰ اینچ) یافت می‌شوند. گل‌های آن استکانی و به شکل زنگ هستند و به رنگ‌های سفید، صورتی رنگ‌پریده یا قرمز یا حتی گاهی سبز یافت می‌شوند.
تالش‌های غرب گیلان به این میوه سیاکوتی می‌گویند.
این میوه در روستای پرمهر واقع در بخش موران شهرستان گرمی ایران بسیار وجود دارد.

## مواد مؤثر
بلوبری منبع غنی آنتوسیانین‌ها، فلاونوئیدها، رسوراترول و الاجیک اسید است.

## عوارض جانبی و تأثیرات
- بلوبری ممکن است سطح قند خون در افراد مبتلا به دیابت را کاهش دهد. سردرد، سرگیجه، بی‌خوابی، نامنظم شدن ضربان قلب، استفراغ، اسهال و از دست دادن اشتها از نشانه‌های مصرف بیش از اندازهٔ این میوه است. مبتلایان به دیابت بهتر است پیش از مصرف با پزشک خود مشورت کنند.
- مصرف این میوه ممکن است باعث تغییر در سطح گلوکز خون شود و در فرایند کنترل قند خون در حین و پس از عمل جراحی اختلال ایجاد کند. حداقل ۲ هفته پیش از عمل جراحی از مصرف تمشک آبی خودداری شود.

## بزرگ‌ترین تولیدکنندگان بلوبری در جهان
| ایالات متحده آمریکا | ۲۹۴٬۰۰۰ |
| پرو | ۱۸۰٬۳۰۰ |
| کانادا | ۱۴۶٬۳۷۰ |
| مکزیک | ۵۰٬۲۹۳  |
| اسپانیا | ۴۸٬۵۲۰  |
| در کل دنیا | ۸۵۰٬۸۸۶ |
| No symbol = official figure, P = official figure, F = FAOSTAT ۲۰۰۷، * = Unofficial/Semi-official/mirror data, C = Calculated figure A = Aggregate (may include official, semi-official or estimates); Source: Food And Agricultural Organization of United Nations: Economic And Social Department: The Statistical Division |         |

در سال ۲۰۲۰، تولید جهانی بلوبری در مقایسه با سال پیش، ۱۴ درصد افزایش داشت. آمریکا با ۳۷ درصد و کانادا با ۲۴ درصد مجموع تولید جهانی، بزرگ‌ترین تولیدکنندگان این میوه در جهان هستند.

## دانستنی‌ها
- شکوفه‌های بلوبری شبیه ستارهٔ پنج‌پر است. این گیاه، به همین دلیل برای سرخ‌پوستان میوه‌ای مقدس بود.
- نخستین بار در سال ۱۹۱۶، وایت و کوویل، برداشت و فروش تجاری تمشک آبی، را از بوته‌زارهای تمشک در منطقهٔ نیوجرسی انجام دادند.
- در سال ۲۰۱۶ میلادی صدمین سالگرد تجاری سازی محصول بلوبری در کشور آمریکا جشن گرفته شد.
- امروزه ایالات متحدهٔ آمریکا، بزرگ‌ترین تولیدکنندهٔ بلوبری در جهان است.